# Premio Maison de la Presse
El Premio Maison de la Presse creado en noviembre de 1970 con el nombre de Prix des Maisons de la Presse, por el Sindicato Nacional de los Depositarios de Prensa (SNDP) y Gabriel Cantin, es un premio literario francés que, desde 2005, está gestionado conjuntamente por el SNDP y el grupo NAP. El galardón distingue una publicación de un autor de lengua francesa para « su de entidad difusión ». Estos documentos pueden pertenecer indiferamente a la categoría « novela » o « documento ». Están firmados de un autor de lengua francesa. 
Composición del jurado : veinte profesionales de la distribución, cuya doce libreras propietarias de Casa de la Prensa. Su composición cambia cada año. Presidentes del jurado : Franz-Olivier Giesbert en 2007, Christophe Barbier (director de la redacción de la Express) en 2008, Valérie Toranian (directora de la redacción de Ella) en 2009, Jean d'Ormesson en 2010, François Busnel en 2011, Patrick Poivre d'Arvor en 2012, Jean-Louis Servan-Schreiber en 2013, Philippe Labro en 2014, Katherine Pancol (lauréate 2006) en 2015, Grégoire Delacourt en 2016 y Jean Teulé (lauréat 2008) en 2017.

## Premiados en la categoría de novela
- 1970 : Jean Laborde, L'Héritage de violence, Flammarion
- 1971 : Luc Estang, La Fille à l'oursin, Seuil
- 1972 : Pierre Moustiers, L'Hiver d'un gentilhomme, Gallimard
- 1973 : René Barjavel, Le Grand Secret, Presses de la Cité
- 1974 : Michel Bataille, Les Jours meilleurs, Éditions Julliard
- 1975 : Charles Exbrayat, Jules Matrat, Albin Michel
- 1976 : Guy Lagorce, Ne pleure pas, Grasset
- 1977 : Maurice Denuzière, Louisiane, JC Lattès
- 1978 : André Lacaze, Le Tunnel, Grasset
- 1979 : Jeanne Bourin, La Chambre des dames, la Table Ronde
- 1980 : Nicole Ciravégna, Les Trois Jours du cavalier, Seuil
- 1981 : Marguerite Gurgand, Les Demoiselles de Beaumoreau, Éditions Mazarine
- 1982 : Irène Frain, Le Nabab, JC Lattès
- 1983 : Régine Deforges, La Bicyclette bleue, Editions Ramsay
- 1984 : Michel Déon, Je vous écris d'Italie, Gallimard
- 1985 : Patrick Meney, Niet<span typeof="mw:DisplaySpace" id="mwdg">&nbsp;</span>!, Éditions Mazarine
- 1986 : André Le Gal, Le Shangaïé, JC Lattès
- 1987 : Loup Durand, Daddy, Presses Pocket
- 1988 : Amin Maalouf, Samarcande, JC Lattès
- 1989 : Christine Arnothy, Vent africain, Grasset
- 1990 : Patrick Cauvin, Rue des Bons-Enfants, Albin Michel
- 1991 : Catherine Hermary-Vieille, Un amour fou, Ed. Olivier Orban
- 1992 : Christian Jacq, L'Affaire Toutankhamon, Grasset
- 1993 : Josette Alia, Quand le soleil était chaud, Grasset
- 1994 : Michel Ragon, Le Roman de Rabelais, Albin Michel
- 1995 : Jean Raspail, L'Anneau du pêcheur, Albin Michel
- 1996 : Jean-Claude Libourel, Antonin Maillefer, Robert Laffont
- 1997 : Christian Signol, La Lumière des collines , Albin Michel
- 1998 : Bernard Clavel, Le Soleil des morts
- 1999 : Daniel Pennac, Aux fruits de la passion
- 2000 : Georges Coulonges, L'Été du grand bonheur
- 2001 : Frédéric H. Fajardie, Les Foulards rouges, JC Lattès
- 2002 : Paul Couturiau, Le Paravent de soie rouge, Presses de la Cité
- 2003 : Lorraine Fouchet, L'Agence, Robert Laffont
- 2004 : Frédéric Lenoir y Violette Cabesos, La Promesse de l'ange Albin Michel
- 2005 : Pierre Assouline, Lutetia, Gallimard
- 2006 : Katherine Pancol, Les Yeux jaunes des crocodiles, Albin Michel
- 2007 : Patrick Graham, L'Évangile selon Satan, Anne Carrière
- 2008 : Jean Teulé, Le Montespan, Éditions Julliard
- 2009 : Patrick Bauwen, Monster, Albin Michel
- 2010 : Adélaïde de Clermont-Tonnerre, Fourrure, Stock
- 2011 : Véronique Olmi, Cet été-là, Grasset
- 2012 : Michel Bussi, Un avion sans elle, Presses de la Cité
- 2013 : Agnès Ledig, Juste avant le bonheur, Albin Michel
- 2014 : François d'Épenoux, Le Réveil du cœur, Éditions Anne Carrière
- 2015 : Laurence Peyrin, La Drôle de Vie de Zelda Zonk, Éditions Kero-Éditions de l’épée
- 2016 : Marc Trévidic, Ahlam, JC Lattès
- 2017 : Philippe Besson, Arrête avec tes mensonges, Éditions Julliard
- 2018 : Valérie Perrin, Changer l'eau des fleurs, Albin Michel
- 2019 : Olivier Norek, Surface, Michel Lafon
- 2020 : Caroline Laurent, Rivage de la colère, Les Escales

## Premiados en la categoría de no ficción
- 1970 : Jean Pouget, Le Manifeste du camp n°1, Fayard
- 1971 : Brigitte Friang, Regarde-toi qui meurs, Robert Laffont
- 1972 : R.Auboyneau et J.Verdier, La gamelle dans le dos, Fayard
- 1973 : Georges Bortoli, Mort de Staline, Robert Laffont
- 1974 : Marie Chaix, Les Lauriers du lac de Constance, Seuil
- 1975 : Jacques Charon, Moi, un comédien, Albin Michel
- 1976 : J.F. Rolland, Le Grand Capitaine, Grasset
- 1977 : Patrick Segal, L'Homme qui marchait dans sa tête, Flammarion
- 1978 : Marcel Scipion, Le Clos du roi, Editions Seghers
- 1979 : Florence Trystram, Le Procès des étoiles, Editions Seghers
- 1980 : Philippe Lamour, Le Cadran solaire, Robert Laffont
- 1981 : Jacques Chancel, Tant qu'il y aura des îles, Hachette Littérature
- 1982 : Gisèle de Monfreid, Mes secrets de la Mer Rouge, Editions France-Empire
- 1984 : Jean-François Chaigneau, Dix chiens pour un rêve, Albin Michel
- 1985 : Eric Lipmann, L'Idole des années folles, Editions Balland
- 1990 : J.Massabki et F.Porel, La Mémoire des cèdres, Robert Laffont
- 1991 : Noëlle Loriot, Irène Joliot-Curie, Presses de la Renaissance
- 1992 : Gilbert Bordes, Porteur de destins, Editions Seghers
- 1993 : Jean-Paul Kauffmann, L'Arche des Kerguelen, Flammarion
- 1994 : Catherine Decours, La Dernière Favorite, Editions Perrin
- 1995 : Jean-François Deniau, Mémoires de sept vies, Editions Plon
- 1996 : Jean Lartéguy, Mourir pour Jérusalem, Editions de Fallois
- 1997 : Frédéric Mitterrand, Les Aigles foudroyés, Robert Laffont
- 1998 : Maurice Herzog, L'Autre Annapurna, Robert Laffont
- 1999 : Malika Oufkir et Michèle Fitoussi, La Prisonnière, Grasset
- 2000 : Georges Suffert, Tu es Pierre, Editions de Fallois
- 2001 : Dominique Lapierre, Il était minuit cinq à Bhopal, Robert Laffont
- 2002 : Simone Bertière, Marie-Antoinette l'insoumise, Editions de Fallois
- 2003 : Tavae Raioaoa, Si loin du monde, OH ! Editions, 2003
- 2004 : Françoise Rudetzki, Triple Peine, Editions Calmann-Levy
- 2005 : Didier Long, Défense à Dieu d'entrer, Denoël